# Jean Alassane Mendy
Jean Alassane Mendy, né le 2 février 1990 à Dakar au Sénégal, est un footballeur norvégien. Il évolue actuellement au Loudéac Olympique Sporting Club au poste d'attaquant.

## Biographie
Mendy commence sa carrière avec le Løv-Ham Fotball en 2011, avec lequel il fait ses débuts lors de la défaite 1:0 contre le Ranheim Fotball. Trois mois plus tard, il rejoint Elverum Fotball, club évoluant alors en troisième division norvégienne. Avec le club d'Elverum, il marque 27 buts en 25 matches de championnat et aide le club en deuxième division norvégienne. 
Peu de temps avant la saison 2013, il signe avec Kristiansund BK, où il devient meilleur buteur du club en 2013 et 2014. En 2015, il signe avec le Sandefjord Fotball, équipe avec laquelle il découvre la première division. Il marque six buts au sein de l'élite norvégienne. Seulement un an plus tard, il retourne au Kristiansund BK avec lequel il est promu en première division norvégienne en 2017. Avec cette équipe, il inscrit huit buts en première division.
Au début de 2018, le club belge du KSC Lokeren annonce la signature de Mendy, avec un contrat valable jusqu'au 30 juin 2021.
Le 25 juin 2018, il rejoint Dundee.
En décembre 2019 il effectue un essai, non concluant, au Stade lavallois.

## Palmarès
- Champion de Norvège de deuxième division en 2016 avec le Kristiansund BK